# Hermenegildo García Maturell
Hermenegildo García Maturell   (Santiago de Cuba, 11 de setembre de 1968) és un tirador d'esgrima cubà, ja retirat, especialista en floret, guanyador d'una medalla olímpica.
El 1992 va prendre part en els Jocs Olímpics d'Estiu de Barcelona, on va guanyar la medalla de plata en la prova del floret per equips del programa d'esgrima.
En el seu palmarès també destaquen dues medalles d'or en les Universíades de 1989 i 1993 i una medalla d'or en els Jocs Centreamericans i del Carib de 1990.
Una vegada retirat passa a exercir d'entrenador.